# Соколова, Ирина Евгеньевна
Ирина Евгеньевна Соколова (21 августа 1915 — 12 февраля 2006) — советская актриса театра и кино, заслуженная артистка РСФСР (1973).

## Биография
Родилась 21 августа 1915 года.
В 1939 году окончила Театральное училище при Театре имени Моссовета. С тех пор работала в Театре имени Моссовета. Во время войны играла в эвакуации, после войны вернулась в Москву, жила на Пушкинской площади.
Умерла 12 февраля 2006 года. Похоронена на Ваганьковском кладбище.

## Награды и премии
- Медаль «За трудовое отличие» (19.04.1949)[2].
- Заслуженная артистка РСФСР (28.04.1973).
- Медаль ордена «За заслуги перед Отечеством» II степени (15.08.1998) — за многолетнюю плодотворную деятельность в области театрального искусства[3]

## Работы в театре
- «Лиззи Мак-Кей» по произведению Жан-Поля Сартра «Добродетельная шлюха» — Лиззи[4]
- «Странная миссис Сэвидж» Джона Патрика — миссис Пэдди
- «Безобразная Эльза» — Мини, служанка
- «Дальше — тишина...» — Кора
- «Ученик дьявола» — жена Уильяма Даджена[5]
- «Куколка» Т. Уильямс — тётя Роза[6]
- «Фома Опискин» — приживалка[7]

## Фильмография
1. 1972 — Шторм — гостья Шуйского
2. 1973 — Заячий заповедник — Маня-большая
3. 1975 — Странная миссис Сэвидж — миссис Пэдди
4. 1978 — Дальше — тишина…  — Кора
5. 1979 — Небо — земля — Ольга Алексеевна, жена Павла Ивановича Чижа
6. 1981 — Безобразная Эльза  — Мини, служанка
7. 1986 — Суд над судьями  — фрау Хальбештадт
8. 1987 — По второму кругу
9. 1991 — Воздушный поцелуй  — эпизод
10. 1999 — Фома Опискин  — приживалка
11. 2002 — Любовник  — Сима, мать Лены
12. 2004 — Мой сводный брат Франкенштейн  — Элеонора Дмитриевна
13. 2006 — Весёлые соседи  — Нина Аркадьевна Беленькая